# Carlos Giménez

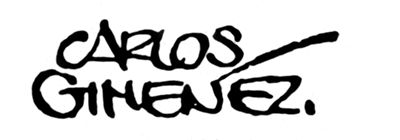

Carlos Giménez (Madrid, 6 marzo 1941) è un fumettista spagnolo.

## Biografia

### Infanzia e adolescenza
Carlos Giménez nasce nel 1941 nel quartiere Embajadores di Madrid, ultimo di tre fratelli. Suo padre, Vicente, proveniva da Tomelloso e si era trasferito nella capitale spagnola per lavorare come saldatore in una piccola impresa avviata con alcuni soci; la madre, Marcelina era originaria di Santa Cruz del Valle. Dopo la morte del marito, Marcelina, si industria per mantenere i figli dedicandosi a molte attività, collezionando però una lunga serie di fallimenti. La madre si ammala di tubercolosi e inizia una lunga degenza in vari ospedali. Carlos e il fratello mediano vengono affidati all'assistenza dell'Auxilio Social e trasferiti in squallidi orfanatrofi. Questo periodo della vita di sarà di ispirazione a Carlos per il suo commovente fumetto, Paraquellos, pubblicato nel 1975. Durante questi duri anni, Giménez si avvicina al disegno e ai fumetti. All'età di quattordici anni, dopo la dimissione della madre dall'ospedale, Giménez torna a casa a Madrid dove tra i vari mestieri, lavora come apprendista decoratore in un laboratorio di porcellane. Marcelina, mai guarita dalla malattia, morirà poco dopo. All'età di diciassette anni, sempre appassionato di fumetti, ha modo di incontrare il fumettista Manuel López Blanco, del quale diventerà assistente.

### Primi lavori
L'incontro con López Blanco rappresenta la svolta per la carriera di Giménez come fumettista: dopo aver collaborato con lui come assistente per circa un anno, López Blanco lo assume nella sua agenzia "Ibergraf" come responsabile e illustratore di una rubrica di curiosità e infine come disegnatore della striscia Drake & Drake, presa in consegna nel 1961 dai precedenti fumettisti José Carlos Gracía e José García Pizarro. Dal 1961 al 1963 realizza alcuni lavori per varie case editrici: storie di guerra per l'Editorial Maga, alcune avventure di Buck Jones, destinate all'estero, per l'agenzia di José Gallardo. Tra il 1963 al 1964, su sceneggiatura di Manuel Medina, disegna ventiquattro episodi della serie Gringo. Nel 1967, trasferitosi nel frattempo a Barcellona, si unisce ad altri quattro fumettisti, Esteban Maroto, Luis García Mozos, Jesus Peña ("Suso"), Ramón Torrents e Adolfo Usero, fondando con questi il Grupo de la Floresta con il quale realizza la serie Cinque per infinito (Cinco por infinito). Nel 1968 disegna la serie Dani 99, quindi Tom Berry e Kiko 2000. Nel 1969 realizza per l'agenzia Ortega Copo Loco y Cómputo e inizia a disegnare la serie Dani Futuro con testi e sceneggiatura di Víctor Mora, che proseguirà per alcuni anni, serie di grande respiro che curerà con relativa indipendenza rispetto alle sceneggiature e che gli consentirà di sperimentare nuove tecniche narrative. Sempre su testi di Víctor Mora, dal 1971 realizza le serie Ray 25 e Iris de Andrómeda. Nel 1973 si riunisce nel gruppo Premiá 3 con Luis García Mozos e Adolfo Usero Abellán, con i quali firma alcuni lavori. Nel 1975, adatta liberamente il romanzo di Brian Aldiss, Il lungo meriggio della Terra (The Long Afternoon of Earth, 1961), nel fumetto intitolato Hom, pubblicato nel 1977.

### Il successo
A partire dal 1976 Giménez inizia ad abbandonare il filone fantastico per dedicarsi alla narrazione di esperienze autobiografiche, realizzando i fumetti Paracuellos, Barrio (1978) e Auxilio social (1980) che lo consacreranno come autore indipendente. Paracuellos, il cui titolo prende il nome dall'orfanatrofio a cui Giménez fu affidato da bambino, ottiene grande successo internazionale e spinge l'autore a raccontare in Barrio le storie vissute nel suo quartiere da adolescente e in ultimo, in Los Profesionales (1982) in cui racconta la vita dei fumettisti. Nel 1983 Giménez ritorna a Madrid e inizia a realizzare opere di genere sentimentale. Alla fine degli anni 1980 il fumetto in Spagna conosce un momento di crisi e l'Autore si ricicla come illustratore pubblicitario ma continua anche a pubblicare strisce quotidiane e storie umoristiche su quotidiani spagnoli. Negli anni 1990 disegna Jonás, una serie che continuerà fino al 2000 e realizza alcuni storyboard per l'industria cinematografica.